# Amanda Cerna
Pour les articles homonymes, voir Cerna.
Cerna  Gamboa est un nom espagnol. Le premier nom de famille, en général paternel, est Cerna ; le second, en général maternel, souvent omis, est Gamboa.
Amanda Francisca Cerna Gamboa, née le 3 septembre 1998 à Santiago, est une athlète handisport chilienne.

## Biographie
Amanda Cerna est née avec une malformation congénitale au bras gauche. Elle a une sœur jumelle, Javiera. Un an après leur naissance, leurs parents, Antonio Cerna, sous-traitant, et Graciela Gamboa, professeure de musique, décident de quitter Santiago et déménagent à Chiloé.
Elle commence l'athlétisme au collège (quinto básico).
En 2015, elle voyage à Santiago pour participer aux séries d'épreuves de tests organisées par le Comité paralympique et est invitée à participer aux Jeux parapanaméricains de Toronto, où elle obtient la sixième place au 100 m et au 200 m,. Elle concourt dans la catégorie T47 (perte d'une partie des extrémités des membres).
Elle est sélectionnée pour les championnats du monde de Doha en 2015, où elle termine à la 6e place du 400 mètres.
En 2016, elle est invitée aux Jeux paralympiques de Rio de Janeiro et termine dans le top 10 pour le 200 mètres et le 400 mètres : sur le 400 mètres, elle termine 4e à 1 seconde du bronze, ce qui est le meilleur résultat de ces jeux pour le Chili,.
En 2017, elle obtient une médaille d'or et une médaille d'argent aux Championnats du monde de la jeunesse en Suisse,. Elle atteint le premier rang dans le classement mondial du 400 mètres après les prix gagnés sur le circuit Caixa et aux jeux parapanaméricains de Sao Paulo,.
En 2018, elle finit première du 400 mètres lors du Grand Prix Berlin Open.
En 2019, elle remporte une médaille d'argent aux Jeux parapanaméricains de Lima.
En février 2021, après une année peu active à cause de la pandémie de covid19, elle décroche la médaille d'or du 400 mètres et la médaille d'argent du 200 mètres au Grand Dix de Dubaï. En mars 2021, elle remporte la médaille d'or aux 400 mètres du Grand Prix de Tunisie et la médaille d'argent au 200 mètres,.
Elle est entraînée par Raul Moya.

## Palmarès
| Année | Compétition                          | Lieu           | Place | Épreuve    | Marque       |
| ----- | ------------------------------------ | -------------- | ----- | ---------- | ------------ |
| 2015  | Jeux parapanaméricains               | Toronto        | 6e    | 100 mètres |              |
| 2015  | Jeux parapanaméricains               | Toronto        | 6e    | 200 mètres |              |
| 2015  | Championnats du monde                | Doha           | 6e    | 400 mètres |              |
| 2016  | Jeux paralympiques                   | Rio de Janeiro | 8e    | 200 mètres |              |
| 2016  | Jeux paralympiques                   | Rio de Janeiro | 4e    | 400 mètres | 1 min 1 s 48 |
| 2017  | Championnats du monde                | Londres        | 4e    | 400 mètres |              |
| 2017  | Championnats du monde de la jeunesse | Nottwil        | 2e    | 100 mètres |              |
| 2017  | Championnats du monde de la jeunesse | Nottwil        | 1re   | 200 mètres | 27 s 72      |
| 2017  | Tournoi Caixa                        | Sao Paulo      | 1re   | 400 mètres | 1 min 0 s 22 |
| 2018  | Grand Prix Berlin Open               | Berlin         | 1re   | 400 mètres | 1 min 1 s 10 |
| 2019  | Jeux parapanaméricains               | Lima           | 2e    | 400 mètres |              |
| 2021  | Grand Dix de Dubaï                   | Dubaï          | 2e    | 200 mètres |              |
| 2021  | Grand Dix de Dubaï                   | Dubaï          | 1re   | 400 mètres |              |
| 2021  | Grand Prix de Tunisie                | Tunisie        | 3e    | 200 mètres | 26 s 64      |
| 2021  | Grand Prix de Tunisie                | Tunisie        | 1re   | 400 mètres | 1 min 1 s 86 |

## Distinctions
- 2016 :
  - Meilleure athlète paralympique, par le Cercle de Journalistes Sportifs du Chili[12]
  - Prix du journal La Tercera, Reconnaissance à 50 héros sportifs[13]
- 2017 : 
  - Meilleur sportif paralympique par l'Institut National des Sports[14]
  - Meilleure athlète paralympique, par le Cercle de Journalistes Sportifs du Chili[15]